# أليكو بالا
أليكو بالا (بالإنجليزية: Aliko Bala)‏ (27 فبراير 1997 بجوس في نيجيريا - ) هو لاعب كرة قدم نيجيري في مركز الهجوم. لعب مع نادي ترنتشين.

## روابط خارجية
- أليكو بالا على موقع قاعدة بيانات كرة القدم.إي يو (الإنجليزية)
- أليكو بالا على موقع Soccerway.com (الإنجليزية)